# Laudun-l’Ardoise
Laudun-l’Ardoise ist eine französische Gemeinde mit 6673 Einwohnern (Stand 1. Januar 2022) im Département Gard in der Region Okzitanien. Bis zum 1. Februar 2001 hieß die Gemeinde lediglich Laudun.

## Geografie
Die Stadt liegt im Tal des Flusses Tave. An der Gemeindegrenze von Laudun-l’Ardoise und Codolet mündet die Cèze in die Rhone. Gleichzeitig bildet die Rhône die Grenze zum Département Vaucluse. Die Gemeinde liegt im Weinanbaugebiet von Côte du Rhône Villages. Sie setzt sich im Wesentlichen aus dem Hauptort Laudun und dem Ort L’Ardoise zusammen.
Laudun-l’Ardoise grenzt im Norden an Bagnols-sur-Cèze, im Nordosten an Orsan und Codolet, im Osten an Caderousse (Département Vaucluse), im Südosten an Montfaucon und Saint-Geniès-de-Comolas, im Süden an Saint-Laurent-des-Arbres, im Südwesten an Saint-Victor-la-Coste und Saint-Paul-les-Fonts, im Westen an Connaux und im Nordwesten an Tresques.

## Geschichte

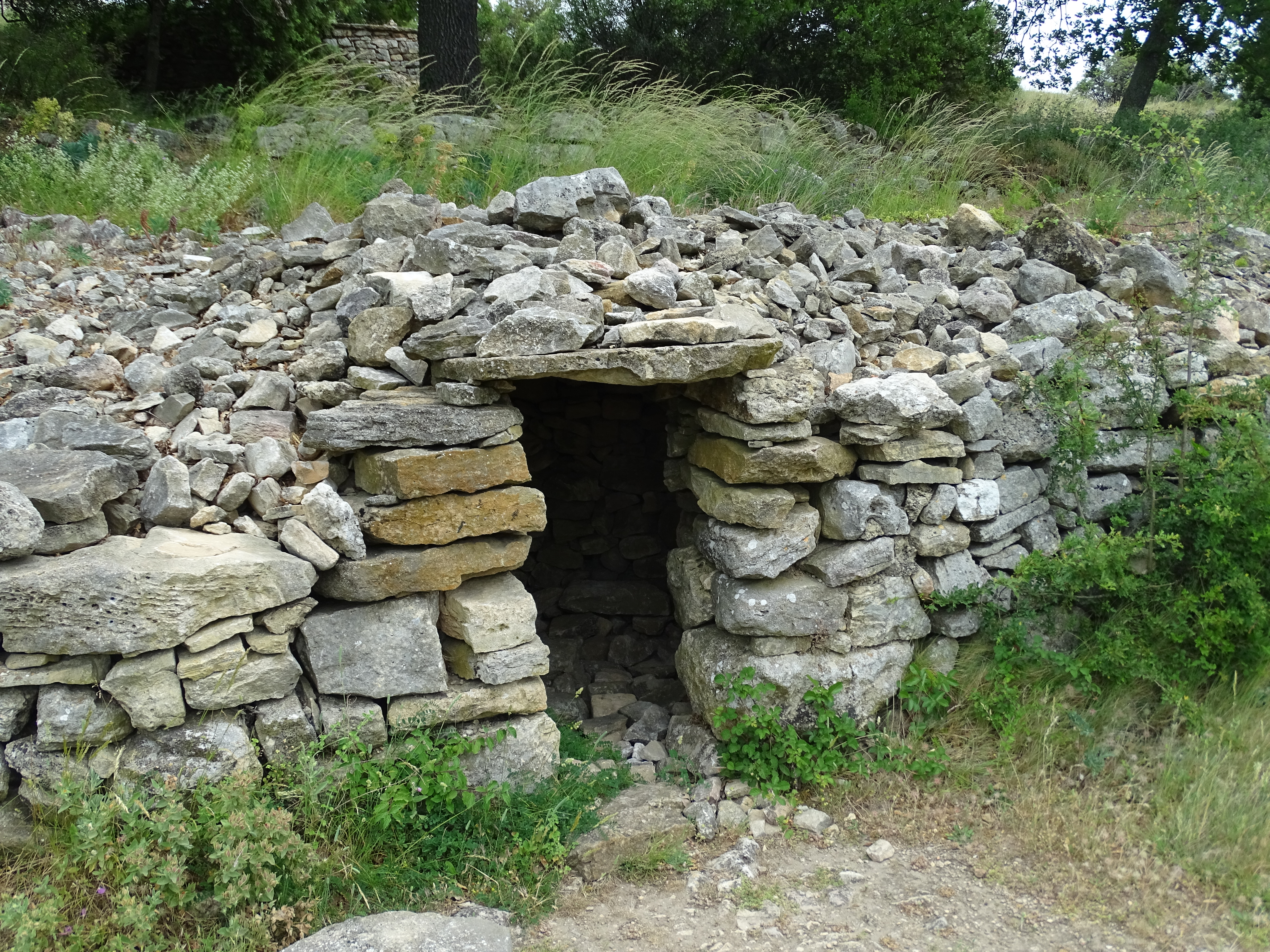
Camp de César

Vor der Gründung des heutigen Ortes bestand bei Laudun-l’Ardoise ein keltisches Oppidum, welches wahrscheinlich im 6. Jahrhundert nach Christus aufgegeben wurde. 
Im Hochmittelalter existierten insgesamt drei Schlösser: Eins auf dem Sainte-Foy-Hügel, das Château de Lascours und das Château de Bord. Das damalige Dorf war von einer kleinen Mauer umgeben. Die Kapelle Saint-Geniès, heute die Friedhofskapelle, diente damals als Pfarrkirche. Während sich die Häuser zunächst eher in den Hügeln befanden, rückte das Dorf im Lauf der Jahrhunderte immer weiter in die Ebene hinab. In der ersten Hälfte des 14. Jahrhunderts entstand die gotische Kirche Notre-Dame-la-Neuve. Am Fluss Tave befanden sich zahlreiche Mühlen. Im 18. Jahrhundert errichtete die Religionsgemeinschaft der Weißen Büßer eine Kapelle auf dem Sainte-Foy-Hügel.

## Bevölkerungsentwicklung
| Jahr      | 1962  | 1968  | 1975  | 1982  | 1990  | 1999  | 2009  | 2017  |
| --------- | ----- | ----- | ----- | ----- | ----- | ----- | ----- | ----- |
| Einwohner | 2.820 | 3.968 | 3.664 | 3.759 | 4.408 | 5.127 | 5.617 | 6.292 |